# Гёчен, Осман
Осман Гёчен (тур. Osman Göçen; род. 5 января 1997, Мерсин) — турецкий борец, соревнующийся в вольном стиле. Выступает в весовой категории до 86 килограммов. Участник Олимпийских игр, трёхкратный призёр чемпионатов Европы.

## Биография
Осман Гёчен родился 5 января 1997 года. Начал заниматься борьбой в 2005 году.

## Карьера
В 2014 году принял участие на чемпионате мира в возрастной категории кадетов в весовой категории до 69 килограммов и занял итоговое пятнадцатое место.
На турнире памяти Яшара Догу 2016 года в Стамбуле Осман Гёчен выступал в соревнованиях взрослых борцов в категории до 86 килограммов и занял четырнадцатое место. В том же году на чемпионате мира среди юниоров занял второе место в весовой категории до 84 килограммов. На Кубке Алроса выступал в командных соревнованиях и занял четвёртое место.
С 2016 года тренируется у Исмаила Булута.
На юниорском чемпионате Европы 2017 года в июне занял третье место в весовой категории до 84 килограммов. На юниорском чемпионате мира стал пятым.
В Иране на турнире памяти Голамреза Тахти 2018 года вновь выступил во взрослых соревнованиях и занял пятое место. На Гран-при в Тбилиси 2018 года выступал в категории до 86 килограммов и вновь стал пятым. На Университетском чемпионате мира завоевал золотую медаль.
На мемориале Тахти 2019 года завоевал бронзу, а на международном турнире в Болгарии стал 32-м. Затем он завоевал бронзовые медали на мемориале Яшара Догу и на чемпионате мира среди спортсменов до 23 лет.
На международном турнире в Италии в 2020 году занял девятое место, а на мемориале Вацлава Циолковского стал пятым. На Кубке мира завоевал бронзовую медаль.
На турнире в Украине в 2021 году стал десятым, в том же году участвовал в Олимпийской квалификации, где занял второе место и квалифицировался на Олимпиаду в Токио. Он принял участие на чемпионате Европы, где занял девятое место в весовой категории до 86 килограммов.
В апреле 2025 года на чемпионате Европы в Братиславе в весовой категории до 86 кг завоевал бронзовую медаль. В схватке за третье место одолел соперника из Польши Себастьяна Езежаньского.